# Johann Adolf Cypraeus
Johann Adolf Cypraeus, geboren als Johann Adolf Koppersmidt, auch Johann Adolf Kupferschmidt (* 1592 in Schleswig; † Oktober 1636 in Brüssel) war ein deutscher katholischer Pastor.

## Leben
Johann Adolf Cypraeus war ein Sohn des Juristen Paulus Cypraeus und dessen zweiter Ehefrau Gertrud, deren Vater Paul von Eitzen Superintendent in Schleswig war. Er hatte vier Geschwister, darunter Hieronymus (* 31. Oktober 1581; gestorben nicht vor 1642), der von 1607 bis 1611 als Rat König Karls IX. von Schweden diente und anschließend in Schleswig lebte. Der Bruder Philipp Cypraeus (geboren um 1588; gestorben zwischen 1641 und 1654) war ein Beamter am Gottorfer Hof. Sein Onkel Hieronymus Cypraeus war ein Schleswiger Domherr.
Cypraeus selbst schrieb in seinen Annales Episcoporum Slesvicensium, dass er 1592 getauft worden sei. Sein Taufpate sei Herzog Johann Adolf von Schleswig-Holstein-Gottorf gewesen. Da die Taufe damals kurz nach seiner Geburt stattfand, steht dies im Widerspruch zu seiner Immatrikulation an der Universität Leipzig, die 1596 erfolgte. Die Immatrikulation dürfte daher ein rein formaler Akt gewesen sein. Die Tatsache, dass Cypraeus auf einem Epitaph seines Vaters im Schleswiger Dom wesentlich jünger aussieht als seine Brüder, ist ein Indiz dafür, dass das Geburtsdatum korrekt ist. Hinzu kommt, dass der Herzog erst 1590 die Herrschaft übernahm und Paulus Cypraeus diesen vermutlich nicht vor diesem Ereignis um die Patenschaft bat.
Ein Teil der Auflage der von Cypraeus geschriebenen Annales enthält eine Widmung für Herzog Friedrich III. von Schleswig-Holstein-Gottorf. Cypraeus berichtete darin, dass er zunächst bei Jacob Fabricius dem Älteren, der als Prediger am Gottorfer Hof arbeitete, gelernt habe. Gemäß seinen Angaben besuchte er die Domschule Schleswig. Offensichtlich lernte er danach auch noch an einem Gymnasium in Lemgo und studierte anschließend Theologie. Im August 1608 schrieb er sich in Wittenberg ein. Im Frühjahr 1611 wechselte er an die Universität Gießen. Für die folgenden Jahre fehlen Nachweise. Er selbst sagte, dass ihn Herzog Johann Adolf als Prediger in der Schlosskapelle beschäftigt habe. Er sei 1616, also in dem Jahr, in dem der Herzog starb, zurück nach Schleswig gegangen, wo er schnell eine Stelle fand. Ab 1618 wirkte er als Pastor an der Schleswiger Michaeliskirche.
1631 erlitt Cypraeus eine ernsthafte Erkrankung und zweifelte an seiner lutherischen Religion. Er kontaktierte den niederländischen Dominikaner Nicolaus Janssenius, der in Friedrichstadt lebte und bei Herzog Friedrich III. erwirkt hatte, dass die Katholiken in Friedrichstadt ihren Glauben frei ausüben durften. Janssenius setzte sich für die Gegenreformation ein und hatte kurz zuvor die Defensio fidei catholicae veröffentlicht, in der er gegen Lutheraner argumentierte. Er reiste wiederholt heimlich nach Schleswig und konnte Cypreaus davon überzeugen, aus dem Amt zu scheiden und zu konvertieren. Cypraeus wechselte im Frühjahr 1633 zum katholischen Glauben. Aufgrund des Ansehens, das Cypraeus genoss, und seines Einflusses hoffte Janssenius darauf, dass dieser Schritt Folgen haben würde und gegebenenfalls sogar Herzog Friedrich III. dessen Beispiel folgen würde. Janssenius bat die Congregatio de Propaganda Fide erfolgreich um Unterstützung für einen gemeinsamen Besuch Roms. Cypraeus und Janssenius reisten im Herbst 1633 in die Niederlande. Cypraeus zog von hier weiter nach Köln in der Absicht, einen Druck seiner Verteidigung der Konversion in Auftrag zu geben. Dieser erschien, aus nicht bekannten Gründen, nie. In der Domstadt gab er aber 1634 seine Annales Episcoporum Slesvicensium heraus. Da Janssenius im November 1634 starb, konnte der hilflose Cypraeus die Reise in die italienische Hauptstadt nicht antreten.
Cypraeus zog daraufhin nach Antwerpen. Der dortige Präfekt der Mission der Dominikaner in Holland und Norddeutschland setzte sich für ihn ein und vermittelte ihm eine Stelle in Brüssel, die er nur kurzzeitig ausübte. Er starb nach längerer, kräftezehrender Krankheit verarmt in Belgien.

## Werk
Cypraeus wurde bekannt mit den von ihm veröffentlichten Annales Episcoporum Slesvicensium. Es handelte sich um die erste gedruckte Beschreibung der Geschichte von Kirche und Politik des Bistums Schleswig. Für einen langen Zeitraum existierten hierfür keine nachfolgenden Schriften. Das Titelblatt der Annales bezeichnet Cypraeus als einzigen Autor. Tatsächlich beruht das Werk größtenteils auf handschriftlichen Aufzeichnungen seines Vaters, die Cypraeus kürzte, bis zum Ende der Reformation ergänzte und im Sinne des Katholizismus überarbeitete.
Cypraeus führte darüber hinaus in den Annales die von seinem Onkel erstellten Epigramme der Bischöfe von Schleswig und die von seinem Bruder Philipp geschaffene Genealogie der dänischen Könige zusammen. Dabei erwähnte er beide nicht als Urheber. Während sein Vater und sein Onkel Quellen aus Archiven verwendeten, arbeitete Cypraeus nur kompilatorisch und redaktionell.

## Schriften
- Annales Episcoporum Slesvicensium: Unius, Verae, Sanctae, Catholicae, Et Apostolicae Ecclesiae statum, quoad eius Originem, Propagationem ac Mutationem in Regno Daniae ac finitimis Slesvici ac Holsatiae Ducatibus ... explicantes. Köln: Woringen 1634 Digitalisat